# HMS Norfolk (78)
Pour les autres navires du même nom, voir HMS Norfolk.
Le HMS Norfolk est un croiseur lourd de classe County (sous-classe Norfolk) de la Royal Navy ayant servi au cours de la Seconde Guerre mondiale.

## Poursuite duBismarck
Il est notamment chargé, le 23 mai 1941, d'aider le croiseur HMS Suffolk à garder le contact que celui-ci vient d'établir avec le Bismarck et le Prinz Eugen, deux navires allemands qui s'apprêtaient à franchir le détroit de Danemark pour frapper les convois alliés au cœur de l'Atlantique. Il assiste impuissant, le lendemain, à la destruction du HMS Hood lors du combat du Détroit du Danemark, et à la mise en déroute du cuirassé Prince of Wales. Il continue néanmoins, toujours avec le Suffolk, à tenir le contact avec les Allemands afin de guider les forces britanniques à leur rencontre, échangeant parfois quelques tirs, mais à chaque fois obligé de se replier. Les deux croiseurs permettent ainsi aux Swordfish du porte avions HMS Victorious d'attaquer le Bismarck, sans résultat. Les croiseurs britanniques finissent par perdre le contact radar en fin de journée. Le 26 mai le Bismarck sera touché par une attaque de Swordfishs lancé depuis le HMS Ark Royal avant d’être définitivement coulé par les cuirassés Rodney et King George V.

## Escorte des convois de l'Arctique
En octobre 1941, le HMS Norfolk participa à l'escorte du convoi PQ 2.

## Bataille du Cap Nord
En décembre 1943, il fait partie de la 10e escadre chargée de protéger les convois de l'Arctique en route pour Mourmansk. Le croiseur de bataille allemand Scharnhorst sort le 25 décembre de son refuge norvégien pour intercepter les navires marchands du convoi JW55B supposé sans réelles défenses. Le 26 décembre, alors qu'il vient de se séparer quelques heures auparavant de son escorte de destroyers, le Scharnhorst tombe sur le HMS Belfast, le HMS Sheffield et le HMS Norfolk. La bataille du Cap Nord vient de commencer. Le but des Britanniques est avant tout de protéger le convoi et, grâce à leurs radars (dont ils ne disposaient pas en mai 1941, et sont sans équivalent chez les Allemands), ils repoussent l'Allemand. Car le Scharnhorst, bien plus rapide, réussit à les semer une première fois, se trouvant alors entre le convoi et sa défense. Les Britanniques finissent par rétablir le contact radar, et à échanger des tirs. Le Scharnhorst décide d'abandonner et fait route au sud-ouest. Les trois croiseurs tiennent néanmoins le contact radar suffisamment longtemps pour conduire le cuirassé HMS Duke of York sur la route du Scharnhorst, c'est ainsi que dans la soirée le Scharnhorst sombre.
Le HMS Norfolk a subi des dommages (en particulier à la tourelle X et à la barbette) lors de cette confrontation, et il a ensuite été réparé/réaménagé (perdant la tourelle X au profit de canons AA supplémentaires) sur le Tyne, ce qui l'a empêchée d'être impliquée dans l'historique D-Day en Normandie.

## Fin de la guerre
Le HMS Norfolk était le navire amiral du vice-amiral Rhoderick McGrigor au large au nord de la Norvège lors de l'opération Judgement à Kilbotn, une attaque de la Fleet Air Arm sur une base de sous-marins qui a détruit deux navires et le U-711 le 4 mai 1945, lors du dernier raid aérien de la guerre en Europe. À la fin de la guerre, Norfolk a quitté Plymouth pour un carénage bien mérité à Malte, après avoir ramené la famille royale norvégienne à Oslo après leur exil de cinq ans à Londres. Cela a été suivi d'un service dans les Indes orientales en tant que navire amiral du commandant en chef des Indes orientales.
En 1949, le Norfolk retourna en Grande-Bretagne et fut placé en réserve. Il a été vendu à BISCO pour mise au rebut le 3 janvier 1950. Le 14 février 1950, il s'est rendu à Newport, arrivé le 19 février pour être démantelé après un long et fier service de 22 ans, au cours duquel il a acquis la majorité des honneurs de bataille de la lignée Norfolk.